# Verkkojärvi (sjö i Lieksa, Norra Karelen)
Verkkojärvi är en sjö i kommunen Lieksa i landskapet Norra Karelen i Finland. Den är 3 meter djup. Arean är 45 hektar och strandlinjen är 2,84 kilometer lång. Sjön  ingår i Vuoksens huvudavrinningsområde.   Den ligger omkring 62 kilometer norr om Joensuu och omkring 430 kilometer nordöst om Helsingfors. 